# Ull
Ull eller Uller (af norrønt: Ullr = glans, herlighed, gotisk: Wulþuz og angelsaksisk: wuldor) er en gud i norrøn mytologi, af Snorre kaldt skigud, buegud, jagtgud og skjoldgud. Hans mor er Sif, så han er Thors stedsøn. Han gifter sig med Skade, efter at hun skilte sig fra Njord.  Som Skade er Ull en dygtig skiløber. Han er også en dygtig bueskytte, og når han bor i Ydale (= Takstrædalen), knyttes det til takstræ som foretrukket materiale til buer.

## Karakteristik
Ull optræder kun sjældent i de bevarede skriftlige kilder, men betydningen af hans navn tyder på, at han en gang var en vigtig gud. Han blev mest dyrket før vikingtiden og hovedsageligt i Midtsverige og Sydnorge, hvor stednavne sammensat med Ulls navn er udbredt, såsom Ullevål, Ullevi, Ullared, Ullensaker og Ullensvang. Perioden, da der blev anlagt gårde ved navn Huseby, er fra første del af 600-tallet til starten af 900-tallet. Perioden, da der opstod Ull-helligdomme, som er bevaret i stednavne, strækker sig fra starten af 600-tallet til omkring 850. Det ser ud til, at udbredelsen af Huseby-anlæggene og dyrkelsen af Ull har fulgt ynglingeætten.  
Med tanke på betydningen af Ulls navn mener Gro Steinsland, at han måske er en gammel himmel- og retsgud. I Atlekvadet tales der om at sværge eder ved Ulls ring.
Folke Ström foreslår, at Ull oprindeligt var en personifikation af himmelen ligesom Týr; og da han hos både Snorre og Saxo knyttes til bueskydning og skiløb, kan han måske være en manifestation af vinterhimlen. Der er få spor efter Ull i stednavne på Island eller i Danmark. Ström foreslår, at Ulls fravær i dansk stednavnsmateriale kan betyde, at hans navn blot var ét af navnene på den ældre nordiske himmelgud, og at han var identisk med Týr.
Ull bor i Ydale, som dog kun omtales i 5. vers af i Grimnismål i Ældre Edda. Her fortæller Odin, forklædt som Grimne, om Ulls bosted, der i øvrigt nævnes som nr 2 (efter Thors Trudvang) af de tolv gudehjem, digtet opremser, så åbenbart har guden Ull været vigtig for digteren.
Ulls skib skal have heddet Skjold, og skjaldene anvendte derfor udtrykkene "Ulls skib", "Ulls skude", "Ulls fartøj", "Ulls båd" som kenninger for skjold. Det kan dog være en misforståelse af myten, hvor Ull i stedet for at gå på ski, iblandt benyttede sit skjold som agebræt.
Saxo hævder i Gesta Danorum, at Odin blev sendt i eksil efter sit overgreb mod den russiske prinsesse Rind for med hende at avle en søn til at hævne drabet på sin søn Balder; og at Ull i hans fravær, under navnet Oller(us) var valgt til høvding og Odins efterfølger. Ull skal i ti år have styret Asgård (som hos Saxo lægges til Byzans) inden Odin vendte tilbage, hvorefter Ull måtte flygte til Sverige. Der blev han dræbt af danerne. Steinsland foreslår, at denne beretning ikke blot er et levn af Ulls tidligere større betydning, men et minde om et tidligere, nu glemt religionsskifte i Norden. Der er spor i andre norrøne myter af Odins tidvise fravær, som den gang han blev så længe borte, at hans to brødre delte hans ejendele og hans kone Frigg sig imellem. Ved sit forsøg på at omgøre guderne til historiske skikkelser, har Saxo forkludret den oprindelige mytes indhold og gjort den uforståelig for os.
Andre mener, at der afspejles en årstidsmyte, hvor Ull som repræsentant for vinteren erstattede Odin den ene halvdel af året, eller var vinteraspektet af Odin.[kilde mangler] Begge er kendt under dobbeltnavn (Od eller Odin og Ull eller Ullin), og begge var trolddomskyndige; Odin bedrev sejd, fx da han antastede Rind, mens Ull blev sagt at være så trolddomskyndig, at han satte over vandet på en knogle med indristede trylleformler, og på den måde sejlede over bølgerne så hurtigt som på et skib. Modsætningsforholdet mellem de to kan være et fjernt minde om, at Ull og andre guder som Heimdal og Týr blev fortrængt af den krigerske, enøjede gud med sit ekstatiske følge af dødsgudinder, hængte mænd og faldne krigere. Imidlertid er der få stednavne bevaret efter Odin, hvorimod Ulls helligsteder ligger tæt, hvor de findes.

## Helligdom
Dyrkelse af Ull blev bekræftet af arkæologiske udgravninger i Lilla Ullevi i Upplands-Bro kommune mellem Stockholm og Uppsala i 2007. Her fandt man rester af en gammel kultplads, hvor navnet indikerer, at stedet var viet til Ull. Stedet har været i brug fra 400-tallet frem til 1600-tallet, men fra germansk jernalder og vikingetid frilagde arkæologerne en stensætning bestående af to rækker sten, der strækker sig ud fra et trækonstruktion, hvoraf kun stolpehullerne er bevaret. Desuden fandt man et stort antal amuletter, som kan være blevet brugt i rituelle sammenhænge.